# Apogonia perdix
Apogonia perdix är en skalbaggsart som beskrevs av Gilbert John Arrow 1938. Apogonia perdix ingår i släktet Apogonia och familjen Melolonthidae. Inga underarter finns listade i Catalogue of Life.